# Sarax bengalensis
Espèce
Synonymes
- Charinides bengalensis Gravely, 1911
- Charinus bengalensis (Gravely, 1911)

Sarax bengalensis est une espèce d'amblypyges de la famille des Charinidae.

## Distribution
Cette espèce est endémique du Bengale-Occidental en Inde,. Elle se rencontre vers Calcutta.

## Description
La carapace du mâle holotype décrit par Miranda, Giupponi, Prendini et Scharff en 2021 mesure 2,45 mm de long sur 3,30 mm.

## Systématique et taxinomie
Cette espèce a été décrite sous le protonyme Charinides bengalensis par Gravely en 1911. Elle est placée dans le genre Charinus par Delle Cave en 1986 puis dans le genre Sarax par Miranda, Giupponi, Prendini et Scharff en 2021.

## Étymologie
Son nom d'espèce, composé de bengal et du suffixe latin -ensis, « qui vit dans, qui habite », lui a été donné en référence au lieu de sa découverte, le Bengale.

## Publication originale
- Gravely, 1911 : « Notes on Pedipalpi in the collection of the Indian Museum. I–New Pedipalpi from Calcutta. » Records of the Indian Museum, vol. 6, p. 33-35 (texte intégral).